# Giuliano Nostini
Giuliano Nostini   (Roma, 3 d'octubre de 1912 - Brixen, 16 d'agost de 1983) va ser un tirador d'esgrima italià, especialista en floret, que va competir durant les dècades de 1930 i 1940. Era germà del també tirador d'esgrima Renzo Nostini.
El 1948 va prendre part en els Jocs Olímpics d'Estiu de Londres, on disputà dues proves del programa d'esgrima. Guanyà la medalla de plata en la prova de floret per equips, mentre en la prova individual quedà eliminat en sèries.
En el seu palmarès també destaquen vuit medalles al Campionat del Món d'esgrima, sis d'or, una de plata i una de bronze, entre les edicions de 1933 i 1949.